# اکمیه سالباهیاننسیس
اکمیه سالباهیاننسیس (نام علمی: Aechmea sulbahianensis) نام یک گونه از سرده اکمیه است.